# Первомайська сільська рада (Бійський район)
Первома́йська сільська рада (рос. Первомайский сельский совет) — сільське поселення у складі Бійського району Алтайського краю Росії.
Адміністративний центр — село Первомайське.

## Населення
Населення — 6448 осіб (2019; 6301 в 2010, 6358 у 2002).

## Склад
До складу сільської ради входять:
| Населений пункт        | Населення, осіб (2002) | Населення, осіб (2010) |
| ---------------------- | ---------------------- | ---------------------- |
| Березова Горка, селище | 189                    | 148                    |
| Восточний, селище      | 352                    | 334                    |
| Первомайське, село     | 5279                   | 5303                   |
| Ягодний, селище        | 160                    | 161                    |
| Ясна Поляна, селище    | 378                    | 355                    |